# Région métropolitaine trinationale du Rhin supérieur

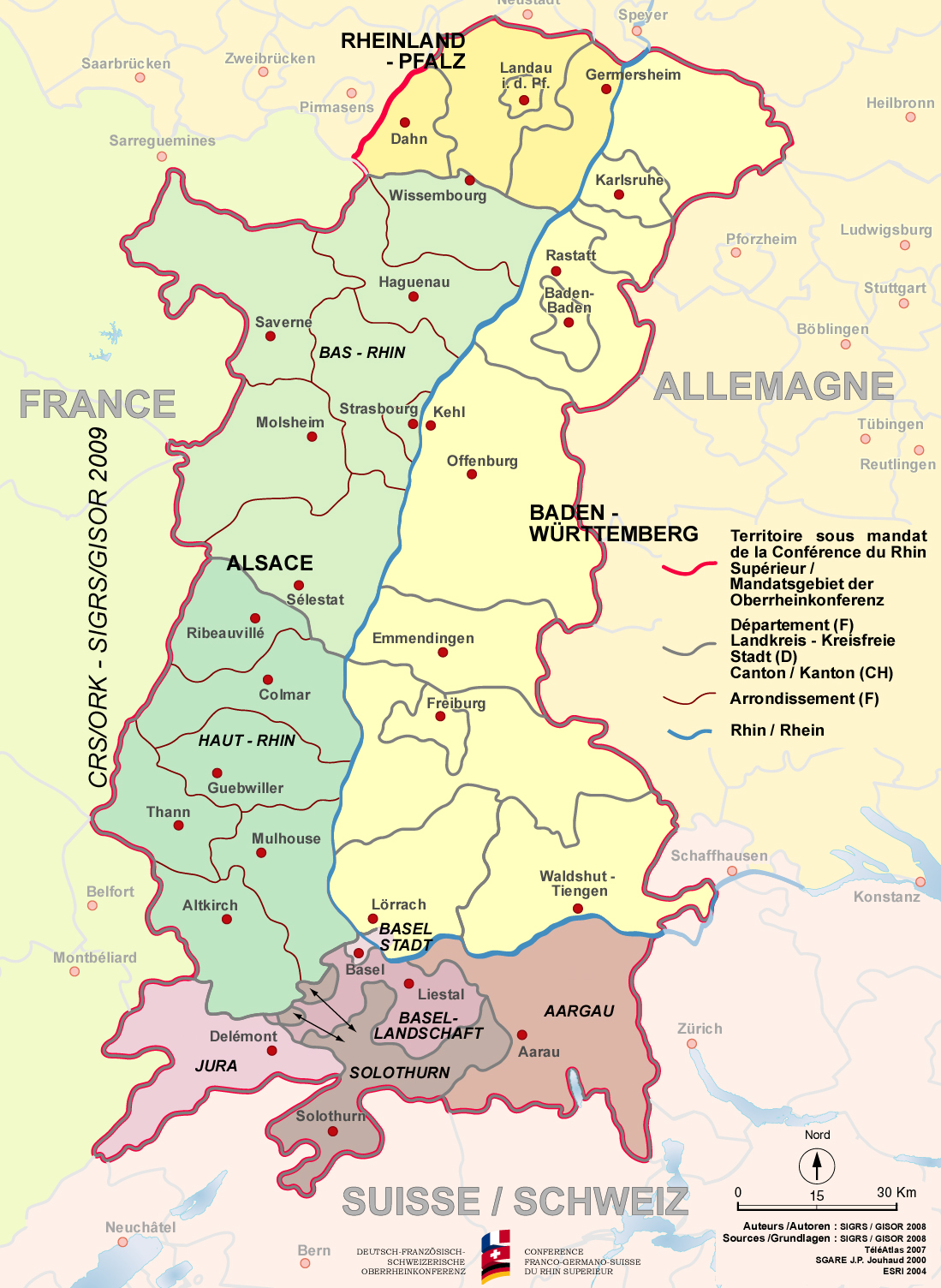
Carte de la région du Rhin supérieur.

La Région métropolitaine trinationale du Rhin supérieur est une région européenne transfrontalière qui se situe entre l’Allemagne, la France et la Suisse. Elle comprend l’Alsace en France, le Pays de Bade et le sud du Palatinat en Allemagne ainsi que les cantons suisses de Bâle-Ville, Bâle-Campagne, Soleure, Jura et Argovie et totalise 6 millions d’habitants pour 21 000 km².
En 2019, le PIB des 1 817 communes de la région était de 272 milliards d’euros.
.

## Historique
De tout temps et jusqu’au XVIIe siècle au moins, les hommes de part et d’autre du Rhin ont été liés par des relations économiques et culturelles étroites, ils mangeaient la même nourriture, s’habillaient de la même manière et parlaient la même langue. Dans un contexte de nationalisme naissant et de guerres successives, notamment à partir du XIXe siècle, les relations se sont fortement dégradées et il faudra attendre la fin de la Deuxième Guerre Mondiale pour que des liens se renouent.
La première rencontre politique a eu lieu en 1956 au niveau local à l’initiative de Joseph Reys, maire de Colmar.
Da manière plus globale, les acteurs publics ont commencé à organiser des Conférences Tripartites à partir des années 1970. Elles ont été institutionnalisées, en 1975, avec la signature de l’accord de Bonn qui crée une commission intergouvernementale. Au niveau régional, la commission intergouvernementale s’appuie sur la Conférence franco-germano-suisse du Rhin supérieur qui dispose d’un secrétariat commun permanent depuis 1996.
Dans les années 1980 les partenaires ont décidé de réunir tous les deux ans des représentants régionaux du monde politique, socio-économique et de la société civile sur des thématiques précises dans le cadre de Congrès tripartites.
Mais la coopération a pris un véritable élan dans les années 1990 avec la mise en œuvre de l’initiative communautaire Interreg. Depuis, 380 projets transfrontaliers ont été réalisés grâce à des subventions européennes.
Enfin, en 1997, les élus de l’espace rhénan se sont regroupés au sein du Conseil Rhénan, instance de représentation et de concertation politique.
Dans le contexte de la création d’une dizaine de Régions métropolitaines européennes en Allemagne, le plan de développement du Land de Bade-Wurtemberg reconnaît en 2002 l’espace du Rhin Supérieur comme étant « un espace trinational interdépendant ». Une étude réalisée en 2006 confirme les caractéristiques métropolitaines de l’espace du Rhin Supérieur. Fort de ces études la Conférence du Rhin supérieur décide, en 2007, de mettre en place un groupe ad-hoc « Région métropolitaine trinationale », qui a pour objectif de coordonner les différentes initiatives concernant la région métropolitaine trinationale du Rhin supérieur. Ses travaux mènent au lancement officiel de la région métropolitaine trinationale du Rhin supérieur (Déclaration commune du 11e congrès tripartite, Strasbourg, le 11 janvier 2008).
Le projet a été officiellement présenté le 30 mai 2009 devant des représentants de la Commission européenne. Début 2010, le Conseil des ministres franco-allemand a inscrit la région métropolitaine trinationale du Rhin supérieur dans l’agenda franco-allemand 2020, reconnaissant de ce fait la collaboration entre la France, l’Allemagne et la Suisse dans l’espace du Rhin Supérieur.

## Critères fonctionnels
Les régions métropolitaines européennes se définissent comme des « espaces spatiaux et fonctionnels, dont la fonction principale est de rayonner au-delà des frontières nationales et à échelle internationale ».
L’espace du Rhin Supérieur accueille le siège d’institutions publiques européennes et nationales et d’entreprises internationales disposant de réelles fonctions de décision et de contrôle comme le Parlement européen, le Conseil de l'Europe, la Cour européenne des droits de l’homme, le Médiateur Européen, l'Agence  Européenne continentale du Médicament, la Commission Centrale du Rhin, le Crédit Mutuel et CIC à Strasbourg, le Tribunal constitutionnel fédéral allemand et la Cour fédérale allemande à Karlsruhe, la Banque des règlements internationaux, les entreprises Novartis et Roche à Bâle, le siège des organes de gouvernance du Rhin supérieur, Conseil et Conférence à Kehl en banlieue de Strasbourg.
Le classement de Shanghai des 500 meilleures universités du monde classe les universités de Bâle, Fribourg et Strasbourg parmi les 150 premières du monde. L’université de Strasbourg est la première université française hors Île-de-France et les universités de Fribourg et Karlsruhe font partie des neuf meilleures universités allemandes (Exzellenzinitiative). 167 instituts de recherche complètent ce paysage scientifique.
La richesse culturelle de l’espace se traduit non seulement par la présence de la chaîne de télévision franco-allemande Arte, d'un opéra, ballet, théâtre, bibliothèque tous d'amplitude nationale et de nombreux lieux comme le Zenith musées, parc expo, palais de la musique et congrès à Strasbourg, du Palais des festivals de Baden-Baden et de la Fondation Beyeler près de Bâle, mais aussi par un nombre important de musées, de scènes et de festivals.
Aujourd’hui trois aéroports internationaux (Strasbourg, Baden et EuroAirport) desservent l’espace et trois lignes de train à grande vitesse TGV/ICE sont d’ores et déjà  reliées en gare de Strasbourg. De nombreuses marchandises arrivent ou transitent par le Rhin Supérieur par la voie du Rhin.
Enfin, de nombreux salons internationaux participent à la renommée de l’espace.

## Objectifs
Les objectifs de la Région métropolitaine trinationale du Rhin supérieur visent à :
- « Interconnecter ces potentiels dans le domaine des sciences, de la recherche et de l’éducation (Région du savoir du Rhin Supérieur) ».
- « Réaliser un espace économique du Rhin Supérieur unique et sa promotion commune ».
- « Intégrer la population dans le processus de construction d’une Région Métropolitaine Trinationale du Rhin Supérieur ».
- « L’ancrage des institutions européennes à Strasbourg ».
- « Réalisation rapide de projets de transports européens dans l’espace du Rhin supérieur ».
- « Promotion de la culture et du divertissement ».
- « Mise en réseau de la Société-civile ».
- « Protection des bases naturelles de la vie, développement durable et protection de l’environnement ».

## Structure
Pour remplir ces objectifs la Région Métropolitaine Trinationale du Rhin Supérieur s’est structurée autour de quatre piliers: politique, économie, sciences ainsi que société civile. Chaque pilier est organisé en groupe de travail qui unit des représentants des trois pays. L’objectif est de créer des réseaux (gouvernance multi-niveau) qui réunissent les acteurs autour d’une stratégie commune et de communiquer de manière renforcée sur les potentiels existants.
Pilier Politique
Le pilier politique se compose aussi bien de responsables étatiques de la commission gouvernementale franco-germano-suisse (Ministres des affaires extérieures), de représentants de la Conférence du Rhin Supérieur (administrations régionales) et du Conseil Rhénan (élus) ainsi que des Eurodistricts (Gouvernance verticale). De la même façon y participent les députés européens de la région du Rhin supérieur. La Conférence du Rhin supérieure tient actuellement un rôle actif dans la réalisation des objectifs de la RMT et lui donne une impulsion. Son Groupe ad-hoc effectue le travail de construction et mise en réseau les différents acteurs. À cela s’ajoute, l’activation de fonds de subvention du programme INTERREG-IV.
Pilier Economie
Le pilier Economie se compose de différents responsables des Chambres d'Industries et du Commerce, de groupements économiques, mais les grandes entreprises disposant d'une force de rayonnement des régions des trois pays partenaires y participent également. Ce pilier a pour objectif de créer des clusters transfrontaliers et de faire de la Région métropolitaine trinationale, un site économique attractif.
Pilier Science et Recherche
Le pilier Science et Recherche est composé de l'ensemble des responsables d'Universités, d’Écoles supérieures et d'apprentissage en alternance, ainsi que des 167 Instituts de Recherche. L'objectif de ce pilier est d'encourager les interconnexions et les transferts de connaissances à l'intérieur de l'espace du Rhin-supérieur et d'ériger la force de la Région trinationale métropolitaine du Rhin-Supérieur en tant région scientifique facilement identifiable.
Pilier « Société civile »
Le pilier de la « Société civile » se compose de citoyens, de personnes bénévoles, de médiateurs ainsi que des bureaux d'information pour les citoyens du Rhin-supérieur. Les citoyens doivent s'engager activement dans le processus de construction de la Région trinationale métropolitaine du Rhin-Supérieur. Des forums citoyens sont prévus à Strasbourg, Bâle et Karlsruhe. À leur occasion, les expériences et les critiques, ainsi que les souhaits et les propositions des acteurs intéressés de la « Société-civile » de la Région pourront être récoltées.

## Sources
- (de) Cet article est partiellement ou en totalité issu de l’article de Wikipédia en allemand intitulé « Trinationale Metropolregion Oberrhein » (voir la liste des auteurs).